# Gustavo Adolfo de Sá
Gustavo Adolfo de Sá (1836 — 1909) foi um político brasileiro.
Foi presidente da província do Rio Grande do Norte, de 13 de maio de 1867 a 29 de julho de 1868.